# Alexander Mielke

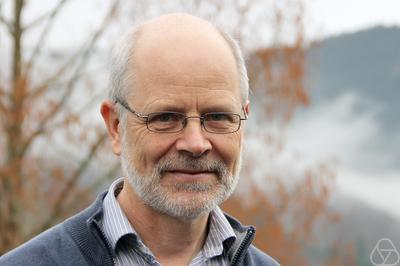
Alexander Mielke, Oberwolfach

Alexander Mielke (* 1958 in Malmsheim) ist ein deutscher Mathematiker, der sich mit nichtlinearen partiellen Differentialgleichungen befasst. Er war von 2004 bis 2023 Professor für Angewandte Analysis an der Humboldt-Universität zu Berlin und Leiter der Forschungsgruppe Partielle Differentialgleichungen am  Weierstraß-Institut für Angewandte Analysis und Stochastik (WIAS) in Berlin und von 2005 bis 2023 stellvertretender Direktor bzw. autorisierter Vertreter des Direktors dieses Instituts. Von 2011 bis 2020 war Alexander Mielke Schatzmeister der Internationalen Mathematischen Union (IMU). Er ist Verfasser zahlreicher Publikationen und Monographien und betreute mehr als 50 Abschlussarbeiten (Diplome, Master- und Bachelorarbeiten, Promotionen, Habilitationen).

## Leben
Alexander Mielke studierte Mathematik und Physik an der Universität Stuttgart (Diplom 1983) und promovierte 1984 mit dem Thema Stationäre Lösungen der Euler-Gleichung in Kanälen variabler Tiefe bei Klaus Kirchgässner. Anschließend war er wissenschaftlicher Mitarbeiter an der Universität Stuttgart. Von 1986 bis 1987 war er Wissenschaftler an der Cornell University in Ithaca (New York). 1990 habilitierte er zum Thema Hamiltonsche und Lagrangesche Flüsse auf Zentrumsmannigfaltigkeiten mit Anwendungen auf elliptische Variationsprobleme an der Universität Stuttgart. 1992 wurde er als Professor an die Universität Hannover an das Institut für Angewandte Mathematik berufen. Es folgten die Berufungen an die Universität Stuttgart an das Institut für Analysis, Dynamik und Modellierung 1999 und an die Humboldt-Universität zu Berlin 2004, wo er bis zu seiner Emeritierung im Jahr 2023 lehrte. Von 2004 bis 2023 leitete Alexander Mielke die Forschungsgruppe Partielle Differentialgleichungen am  Weierstraß-Institut für Angewandte Analysis und Stochastik (WIAS) in Berlin. Von 2005 bis 2023 war er stellvertretender Direktor bzw. autorisierter Vertreter des Direktors des WIAS und von 2011 bis 2020 Schatzmeister der Internationalen Mathematiker Vereinigung (IMU), deren Sitz das WIAS ist. Er ist im Gremium des Exzellenzclusters MATH+.

## Wirken und Auszeichnungen
Alexander Mielke arbeitet in dem Gebiet der nichtlinearen partiellen Differentialgleichungen. Er entwickelt variationelle Methoden für Probleme der Kontinuumsmechanik und Materialwissenschaften, u. a. zur Beschreibung von nichtlinearer Elastizität, Plastizität und Rissen in Materialien und ist bekannt für seine Arbeiten zu ratenunabhängigen Systemen. Er beschäftigt sich außerdem mit Mehrskalenmodellen und Dimensionsreduktionsmethoden für hamiltonsche und dissipative dynamische Systeme. Diese finden Anwendung in der Untersuchung von Amplitudengleichungen wie der komplexen Ginzburg-Landau-Gleichung.
1989 erhielt er den Richard-von-Mises-Preis von der Gesellschaft für Angewandte Mathematik und Mechanik (GAMM)
und den Heinz-Maier-Leibnitz-Preis der DFG.

## Schriften
- Hamiltonian and Lagrangian flows on center manifolds with applications to elliptic variational problems. Lecture Notes in Mathematics Vol. 1489, Springer-Verlag 1991.
- mit K. Kirchgässner (Herausgeber). Structure and Dynamics of Nonlinear Waves in Fluids. World Scientific Publishing Co. Inc., 1995.
- mit G. Dangelmayr, B. Fiedler und K. Kirchgässner (Herausgeber). Dynamics of Nonlinear Waves in Dissipative Systems: Reduction, Bifucation and Stability. Longman, 1996.
- mit R. Helmig und B. Wohlmuth (Herausgeber). Multifield Problems in Fluid and Solid Mechanics, Springer-Verlag 2006.
- mit T. Roubíček. Rate-Independent Systems: Theory and Application. Applied Mathematical Sciences, Springer-Verlag 2015.